# Isoscelipteron rufa
Isoscelipteron rufa là một loài côn trùng trong họ Berothidae thuộc bộ Neuroptera. Loài này được Navás miêu tả năm 1912.